# McLaren MP4/15
McLaren MP4/15 – samochód Formuły 1 zaprojektowany przez Adriana Neweya, Neila Oatleya i Henriego Duranda, skonstruowany przez McLarena na sezon 2000.

## Historia
Samochód oparty był na poprzedniku, modelu MP4/14, którym Mika Häkkinen zdobył mistrzostwo świata kierowców w 1999 roku. Mimo to w samochodzie zastosowano kilka innowacji, jak kominy z gorącym powietrzem w sekcjach bocznych – pomysł, który został później skopiowany przez wszystkie zespoły, czy też wydech z centralnym wyjściem. Nos został w porównaniu do poprzednika skrócony i był niższy od większości konkurentów. Podobnie jak poprzednie modele, MP4/15 był napędzany przez silnik Mercedesa. Jednostka FO 110J o pojemności 2997 cm³ była zdolna osiągnąć 810 KM przy 17400 rpm.
Kierowcami nadal byli Mika Häkkinen i David Coulthard, a kierowcą testowym został Olivier Panis. Model został zaprezentowany 3 stycznia 2000 roku na torze Jerez.
Pomimo swojej wydajności aerodynamicznej model MP4-15 był bardzo delikatny, przez co w trakcie sezonu psuł się kilkakrotnie. W pierwszych trzech wyścigach Mika Häkkinen zdobył trzy pole position, a David Coulthard zajął dwukrotnie drugie miejsce startowe, jednak obaj kierowcy nie ukończyli Grand Prix Australii z powodu awarii zaworu pneumatycznego, a po Grand Prix Brazylii Coulthard został zdyskwalifikowany. Michael Schumacher natomiast wygrał trzy pierwsze wyścigi i już na początku sezonu miał dużą przewagę nad McLarenami.
Mimo to Coulthard wygrał w Wielkiej Brytanii, Monako i Francji. Häkkinen triumfował najpierw w Hiszpanii, a następnie powrócił do walki o tytuł poprzez zwycięstwa w Grand Prix Austrii, Grand Prix Węgier i Grand Prix Belgii, po którym objął prowadzenie w mistrzostwach. Jednak awaria Fina w Grand Prix USA zaprzepaściła jego szanse na trzeci tytuł. Häkkinen zakończył sezon na drugim miejscu w klasyfikacji kierowców, a Coulthard był trzeci. McLaren zajął drugie miejsce w klasyfikacji konstruktorów.

## Wyniki w Formule 1
| Legenda oznaczeń w tabelach wyników Wyświetl szablon na nowej stronie | Legenda oznaczeń w tabelach wyników Wyświetl szablon na nowej stronie                                                                     |
| Oznaczenie                                                            | Wyjaśnienie |
| --------------------------------------------------------------------- | --- |
| Złoty                                                                 | Zwycięzca lub mistrzostwo |
| Srebrny                                                               | 2. miejsce lub wicemistrzostwo |
| Brązowy                                                               | 3. miejsce lub II wicemistrzostwo |
| Zielony                                                               | Ukończył, punktował (w klasyfikacji generalnej, gdy zdobył co najmniej jeden punkt na przestrzeni sezonu, poza trzema powyższymi opcjami) |
| Niebieski                                                             | Ukończył, nie punktował (w klasyfikacji generalnej, gdy nie zdobył co najmniej jednego punktu na przestrzeni sezonu)                      |
| Czerwony                                                              | Nie zakwalifikował się (NZ) |
| Czerwony                                                              | Nie prekwalifikował się (NPK) |
| Różowy                                                                | Nie ukończył (NU) |
| Różowy                                                                | Niesklasyfikowany (NS) (w klasyfikacji generalnej, gdy nie został sklasyfikowany w żadnym wyścigu sezonu)                                 |
| Czarny                                                                | Zdyskwalifikowany (DK) |
| Czarny                                                                | Wykluczony (WYK/EX) |
| Biały                                                                 | Nie wystartował (NW) |
| Biały                                                                 | Kontuzjowany (K/INJ) |
| Biały                                                                 | Wyścig odwołany (OD/C) |
| Bez koloru                                                            | Został wycofany (WYC/WD) |
| Bez koloru                                                            | Nie przybył (NP/DNA) |
| Bez koloru                                                            | Nie brał udziału w treningach (NT/DNP) |
| Bez koloru                                                            | Nie został zgłoszony (–) |
| Pogrubienie                                                           | Start z pole position |
| Kursywa                                                               | Najszybsze okrążenie wyścigu |
| †                                                                     | Nie ukończył, ale jego rezultat został zaliczony ze względu na przejechanie więcej niż 90% dystansu wyścigu.                              |
| *                                                                     | Sezon w trakcie |
| 1/2/3                                                                 | Punktowana pozycja w sprincie kwalifikacyjnym                                                                                             |
| Lista systemów punktacji Formuły 1                                    | |

| Sezon | Zespół                | Silnik   | Kierowcy        | Wyniki w poszczególnych eliminacjach | Wyniki w poszczególnych eliminacjach | Wyniki w poszczególnych eliminacjach | Wyniki w poszczególnych eliminacjach | Wyniki w poszczególnych eliminacjach | Wyniki w poszczególnych eliminacjach | Wyniki w poszczególnych eliminacjach | Wyniki w poszczególnych eliminacjach | Wyniki w poszczególnych eliminacjach | Wyniki w poszczególnych eliminacjach | Wyniki w poszczególnych eliminacjach | Wyniki w poszczególnych eliminacjach | Wyniki w poszczególnych eliminacjach | Wyniki w poszczególnych eliminacjach | Wyniki w poszczególnych eliminacjach | Wyniki w poszczególnych eliminacjach | Wyniki w poszczególnych eliminacjach | Wyniki kierowców | Wyniki kierowców | Wyniki konstruktora | Wyniki konstruktora |
| 2000  |                       |          |                 | Australia                            | Brazylia                             | San Marino                           | Wielka Brytania                      | Hiszpania                            | Unia Europejska                      | Monako                               | Kanada                               | Francja                              | Austria                              | Niemcy                               | Węgry                                | Belgia                               | Włochy                               | Stany Zjednoczone                    | Japonia                              | Malezja                              | Pkt.             | Msc.             | Pkt.                | Msc.                |
| ----- | --------------------- | -------- | --------------- | ------------------------------------ | ------------------------------------ | ------------------------------------ | ------------------------------------ | ------------------------------------ | ------------------------------------ | ------------------------------------ | ------------------------------------ | ------------------------------------ | ------------------------------------ | ------------------------------------ | ------------------------------------ | ------------------------------------ | ------------------------------------ | ------------------------------------ | ------------------------------------ | ------------------------------------ | ---------------- | ---------------- | ------------------- | ------------------- |
| 2000  | West McLaren Mercedes | Mercedes | Mika Häkkinen   | NU                                   | NU                                   | 2                                    | 2                                    | 1                                    | 2                                    | 6                                    | 4                                    | 2                                    | 1                                    | 2                                    | 1                                    | 1                                    | 2                                    | NU                                   | 2                                    | 4                                    | 89               | 2                | 152                 | 2                   |
| 2000  | West McLaren Mercedes | Mercedes | David Coulthard | NU                                   | DK                                   | 3                                    | 1                                    | 2                                    | 3                                    | 1                                    | 7                                    | 1                                    | 2                                    | 3                                    | 3                                    | 4                                    | NU                                   | 5                                    | 3                                    | 2                                    | 73               | 3                | 152                 | 2                   |